# Matrimonio (novela)
Matrimonio (en inglés: Marriage) es una novela escrita en 1912, por el británico H. G. Wells.

## Resumen de la trama
Matrimonio presenta dos protagonistas:  Marjorie Pope, la hija mayor del dueño de una fábrica de carruajes que cayó en desgracia tras la llegada del automóvil, y R.A.G. Trafford, un físico especialista en cristalografía quien se casa en contra de los deseos de su familia a la edad de 21 años. Los novela indaga sobre la historia de su relación, la cual comienza en una mañana, cuando Trafford choca el aeroplano que estaba pilotando, en medio del jardín de la casa de verano de la familia de Marjorie, que estaban arrendando.
Marjorie ("Madge") y Trafford ("Rag") hacen grandes esfuerzos para entenderse y adaptarse mutuamente.  Por un lado, Trafford abandona su investigación científica y comienza a introducirse en el comercio industrial. Así consolida su fortuna en el negocio del Caucho sintético. Pero crece su desencanto con el abandono de una vida honesta.  No ayuda en nada el hecho de que las ambiciones de Marjorie lo enajenen gradualmente, por lo que decide dejarlo todo y realiza un viaje a Labrador (Canadá), para ordenar sus pensamientos. Su madre, que es viuda, lo convence para viajar acompañado de Marjorie, y, tras dejar atrás su hogar y a sus cuatro hijos, se comprometen a pasar el invierno en aquel yermo helado.  Durante la estadía, casi mueren, pero logran salvar su matrimonio, y triunfar en su empeño de entenderse mutuamente.  La novela termina cuando la pareja regresa a Londres, para emprender juntos un compromiso crítico con el mundo. Trafford tiene la intención de escribir un libro titulado Del Realismo a la Realidad, que será "un ensayo pragmatista, un intento sostenido de socavar la confianza de todo aquel rasgo de escolasticismo y lógica que aún persiste como secuela de una enfermedad de nuestra filosofía Universitaria," mientras que Marjorie intenta ser "en primer lugar su piel roja y sirvienta de cuerpo, y en segundo lugar, una madre."

## Temas
La novela trata de manera satírica la artificialidad absurda de la literatura Eduardiana, los movimientos reformistas, la vida social, etc.  La esfera social que Wells retrata en Matrimonio es de la alta burguesía.  Pero la novela no predica ninguna ideología política particular, y su desenlace consiste en Trafford y Marjorie aceptando un diagnóstico en el que sostiene que el principal problema de la humanidad es "el nuevo y soprendente misterio del excesivo poder" y una filosofía religiosa en la cual, la "Salvación es una cuestión colectiva y mística —o que en realidad, no existe."

## Crítica
En sus 551 páginas, Matrimonio es una de las novelas más extensas escritas por H. G. Wells.  Los biógrafos han obsevado que Wells se basó en sus propias experiencias personales para describir la situación de Trafford, pero la vida interior de este casto heróe tiene poca similitud con la turbulenta vida privada del autor.
Luego de que Wells publicara la novela en los EE. UU. en la American Magazine entre noviembre de 1911 y octubre de 1912. Mostró preocupación hacia la necesidad de ingresos, luego de que las ventas de la novela cayeron después de los primeros seis meses. Las críticas hacia esta compleja novela fueron mixtas, pero mayoritariamente positivas.

## Adaptaciones fílmicas
John M. Siddall de American Magazine preguntó sobre si podrían hacer una versión fílmica de la novela en 1919, por lo que los derechos de la obra fueron vendidos a Goldwyn Pictures Corporation hacia comienzos de los años veinte.  Una película de 56 minutos fue estrenada en 1927, con Alan Durant protagonizando como Trafford y Virginia Valli interpretando a Marjorie.  En la película, Trafford abandona a Marjorie y viaja a África en una expedición de investigación, y Marjorie lo sigue y obtiene su amor.